# Marathi
Marathisch oder Marathi (मराठी marāṭhī [mə'ɾa:ʈʰi:]) ist eine indogermanische Sprache, die mindestens 83 Millionen Menschen als Muttersprache dient, die überwiegend in Indien leben. Es gehört zum indoarischen Zweig der indoiranischen Untergruppe der indogermanischen Sprachen.
Es ist eine von 22 offiziell anerkannten Sprachen Indiens und gehört zur Gruppe der 20 meistgesprochenen Sprachen der Welt. Es wird in Devanagari geschrieben.
Marathi hat eine lange literarische Geschichte. Es ist die Sprache des indischen Bundesstaates Maharashtra und stammt wie viele andere Sprachen Indiens vom Altindischen ab. Es spaltete sich wahrscheinlich vor 1000 Jahren von den anderen Sprachen seiner Gruppe ab.

## Verbreitung und Sprecherzahl

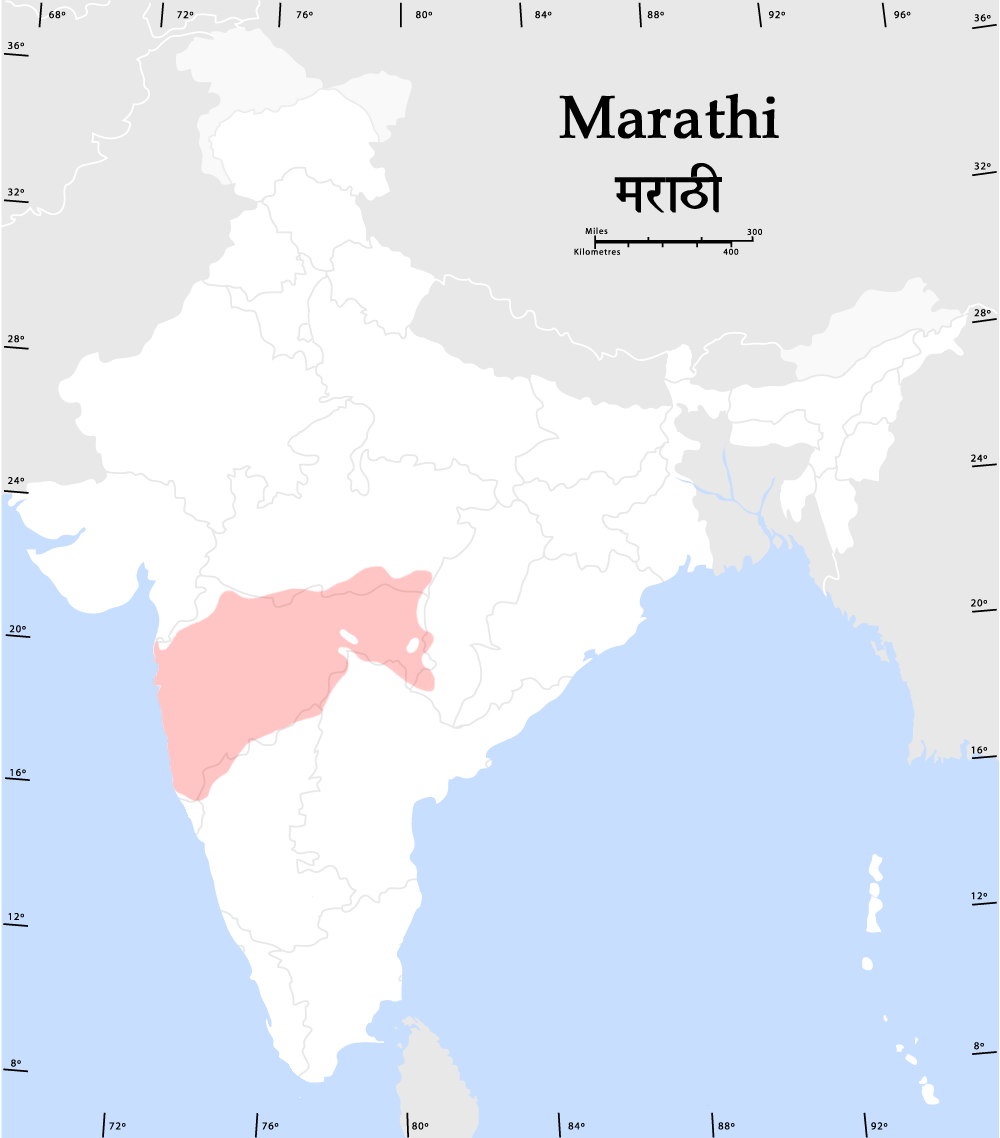
Verbreitung des Marathi

Das Verbreitungsgebiet des Marathi deckt sich weitgehend mit dem indischen Bundesstaat Maharashtra, dessen Grenzen 1960 entlang der Sprachgrenze des Marathi gezogen wurden. Im Bundesstaat Maharashtra dient das Marathi als Amtssprache. Daneben ist es auf überregionaler Ebene als eine von 22 Verfassungssprachen Indiens anerkannt.
Laut der indischen Volkszählung 2011 wird Marathi von 83 Millionen Menschen als Muttersprache gesprochen. Damit ist Marathi nach Hindi und Bengali die indische Sprache mit den drittmeisten Sprechern. Rund 77 Millionen Marathi-Sprecher leben in Maharashtra, wo sie gut zwei Drittel der Bevölkerung stellen. Größere marathisprachige Minderheiten finden sich auch in den Nachbarbundesstaaten Karnataka (2,1 Millionen), Madhya Pradesh (1,2 Millionen), Gujarat (0,9 Millionen), Andhra Pradesh (0,7 Millionen) und Goa (0,2 Millionen).

## Dialekte
Dialekte des Marathi sind Ahirani und Manadeshi. Das nah verwandte Konkani, ursprünglich ein Dialekt des Marathi, wird heute als eigene Sprache gezählt, die offiziellen Status in Indien hat.

## Grammatik
Marathi hat zum Teil den Lokativfall in der Substantivdeklination bewahrt:
Sanskrit
| prabhaat: Dämmerung         | grha: Haus    |
| prabhaate: in der Dämmerung | grhe: im Haus |

Marathi
| pahaat: Dämmerung         | ghar: Haus     |
| pahaate: in der Dämmerung | ghari: im Haus |

## Schriftsystem
Marathi verwendet die Devanagari-Schrift.
Der älteste Beweis geschriebenen Marathis wurde auf einer tausend Jahre alten gigantischen Statue in der Stadt Shrawana-belagola im Süden Indiens gefunden. Die Inschrift handelt vom König Gangaraya, der  das Unternehmen finanzierte, und seinem General Chamundaraya, der die Statue für den König errichtete.

## Autoren
Marathi hat eine lange literarische Tradition. In den letzten sieben Jahrhunderten entstand eine umfangreiche Literatur auf Marathi. Der heilige Dichter Dnyaneshwar wird als erster bedeutender Marathi-Autor betrachtet. Prominente zeitgenössische Autoren sind Purushottam Laxman Deshpande, Jaywant Dalawi, Vasant Purushottam Kale, Vyankatesh Digambar Madgulkar, Dattaram Maruti Mirasdar, Kiran Nagarkar und Malika Amar Sheikh.